# Megaceras celatus
Megaceras celatus är en skalbaggsart som beskrevs av Roger Paul Dechambre 1998. Megaceras celatus ingår i släktet Megaceras och familjen Dynastidae. Inga underarter finns listade i Catalogue of Life.